# 不二屋食品
不二屋食品株式会社（ふじやしょくひん）は、福島県伊達市に本社があった洋菓子メーカー。

## 概要
福島県内を地盤にした洋菓子ブランド「フジモア」を展開している。同ブランドを記したシュークリームやプリンなどを製造、販売している。
なお、東京都文京区に本社を持つ大手洋菓子メーカーの株式会社不二家とは全く関係がない。かつて、不二家から「フジヤ」「FUJIYA」などの商標を使わないようにとの要請があった
ことから、「フジモア」というブランド名に切り替えられた。
社名や扱っている商品が不二家と似ていることから、2007年、マスメディアによる不二家の一連の「期限切れ原材料使用問題」報道の影響で、不二屋食品が不二家の関連会社と思われ、問い合わせの殺到、注文の保留などが発生する騒ぎとなった。このため、自社ホームページで不二家と全く関係はないと宣言するとともに、取引先などへの文書配布などの対応をしている。

ところが、直後の2月15日に自社で製造販売した大福の原料として用いた中国産米に、日本では安全性が未審査・未承認の遺伝子組み換え米が混入されていたことが判明。大福の自主回収となった。

2007年8月29日、福島地裁に破産手続き開始を申し立てた。

## 沿革
- 1949年（昭和24年）6月 - 創業者（佐藤藤記）が流通菓子の卸を開始。屋号「フジヤ」福島市北町。
- 1963年（昭和38年）2月 - 会社設立。
- 1978年（昭和53年）11月 - 本社を福島市鎌田字町東5-1に移転。
- 1985年（昭和60年）5月 - 株式会社銀座アロイスを東京に設立。
- 1995年（平成7年）9月 - 新ブランド名「フジモア」を発表。
- 2005年（平成17年）10月 - 本社を福島県伊達市鍛治屋川21番地に移転
- 2007年（平成19年）8月 - 福島地裁に破産手続き開始を申し立て。

## 受賞

### モンドセレクション
- 1988年（昭和63年）9月 - 「シャンソンドール」が、金賞受賞。
- 1989年（平成元年）9月 - 「白い針葉樹」が、特別金賞受賞。
- 1992年（平成4年）9月 - 最高位のトロフィーを受賞。
- 1999年（平成11年）6月 - 最高栄誉賞を受賞。
- 2002年（平成14年）6月 - 「フルーツケーキ」が、金賞を受賞。
- 2006年（平成18年）6月 - 「でかシュークリーム」が、金賞を受賞。

### ふくしま特産品コンクール
- 2002年（平成14年）12月 - 「福島桃のプリン」が、大賞（県知事賞）受賞。
- 2003年（平成15年）11月 - 「福島桃のゼリー」が、奨励賞受賞。

## 関連企業
不二屋商事株式会社福島県伊達市鍛治屋川21
株式会社銀座アロイス東京都中央区銀座3-8-4